# Ашик, Абдельхак
Абдельхак Ашик (фр. Abdelhak Achik; род. 11 марта 1959) — марокканский боксёр, представитель легчайшей и полулёгкой весовых категорий. Выступал за сборную Марокко по боксу в период 1980—1991 годов, бронзовый призёр летних Олимпийских игр в Сеуле, двукратный чемпион Средиземноморских игр, победитель и призёр турниров международного значения.

## Биография
Абдельхак Ашик родился 11 марта 1959 года.
Впервые заявил о себе в 1980 году, выиграв серебряную медаль на арабском чемпионате в Багдаде.
В 1983 году в составе марокканской национальной сборной одержал победу на домашних Средиземноморских играх в Касабланке в зачёте легчайшей весовой категории.
В 1985 году победил на Панарабских играх в Рабате и на Кубке Акрополиса в Афинах.
На Средиземноморских играх 1987 года в Латакии вновь завоевал награду золотого достоинства, но уже в полулёгком весе.
В 1988 году стал бронзовым призёром международного турнира «Ахмет Комерт» в Стамбуле и благодаря череде удачных выступлений удостоился права защищать честь страны на летних Олимпийских играх в Сеуле — в категории до 57 кг благополучно прошёл первых троих соперников по турнирной сетке, тогда как на стадии полуфиналов досрочно потерпел поражение от итальянца Джованни Паризи и тем самым получил бронзовую олимпийскую медаль.
После сеульской Олимпиады Ашик остался в главной боксёрской команде Марокко и продолжил принимать участие в крупнейших международных турнирах. Так, в 1989 году он стал серебряным призёром турнира Intercup в Кёльне и побывал на чемпионате мира в Москве, где в четвертьфинале был остановлен болгарином Киркором Киркоровым.
В 1990 году получил серебро на международном турнире Box-Am в Испании.
Последний раз показал сколько-нибудь значимый результат на международной арене в 1991 году, когда боксировал на турнире «Трофео Италия» в Местре и сумел дойти здесь до четвертьфинала, проиграв алжирцу Хосину Солтани.
Его младший брат Мохамед Ашик был достаточно известным боксёром, тоже является бронзовым олимпийским призёром.